# In the Wake of Determination
In the Wake of Determination – drugi studyjny album amerykańskiego zespołu Story of the Year. Został wydany 11 października 2005 roku.

## Utwory
1. "We Don't Care Anymore"
2. "Take Me Back"
3. "Our Time Is Now"
4. "Taste the Poison"
5. "Stereo"
6. "Five Against the World"
7. "Sleep"
8. "Meathead"
9. "March of the Dead"
10. "Pay Your Enemy"
11. "Wake Up the Voiceless"
12. ""Is This My Fate," He Asked Them"
13. "A Silent Murder / Slow Jam"
14. "Unheard Voice" (piosenka bonusowa przy zakupie w iTunes)